# Опсада Сарда (547. п. н. е.)
Опсада Сарда(547. п. н. е.) је била задња и одлучујућа битка између лидијског краља Креза и перзијског владара Кира Великог. Након заустављања лидијске инвазије у бици код Птерије, Кир Велики је одлучио да изненада нападне Лидију и тиме уклони опасност са запада. Војска Персијског царства победила је Лидијце и њихове савезнике у бици код Тимбре после чега су све лидијске територије потпале под персијску власт, док су се краљ Крез и остаци његове војске повукли у главни град Сард. Опсада града је трајала свега две недеље, након чега је Лидијска краљевина и званично анектирана од стране Персијанаца. Према Ктезију, током опсаде града персијски генерал Оебар је саветовао Кира Великог да персијски војници ходају на моткама како би изгледали као џиновски ратници, што је наводно престравило грађане Сарда и довело до пада самог града. Након опсаде Сарда Јоњани и други малоазијски Грци побунили су се против Кира, али је њихов устанак 542. п. н. е. угушио Харпаг, један од најбољих заповедника у персијској војсци.